# Austin-Healey 100
Der Austin-Healey 100 ist ein von 1953 bis 1959 von BMC gebauter Roadster der Marke Austin-Healey. Im Gegensatz zu seinem Nachfolger Austin-Healey 3000, der seinen Namen wegen seines 2912-cm³-Motors erhielt, wurde er nach seiner Höchstgeschwindigkeit von 100 Meilen pro Stunde (160 km/h) benannt. 

## Vorgeschichte
Donald Healey baute ab 1947 in Warwick in kleinen Serien hochpreisige Sportwagen und Sportlimousinen. Er hatte auf mehreren Geschäftsreisen in die USA festgestellt, dass dort eine große Nachfrage nach mittelpreisigen europäischen Sportwagen bestand. Für die London Motor Show im Oktober 1952 baute Donald Healey deshalb einen einzelnen Healey 100. Dieser Prototyp wurde als zweisitziger Roadster bereits einige Wochen vor der London Motor Show fertiggestellt und noch vor dieser Automesse mehreren Journalisten zu Testfahrten zur Verfügung gestellt. Designer des Healey 100 war Gerry Coker. Donald Healey war mit dem Design des Kühlergrills jedoch nicht ganz zufrieden, so dass er auf der London Motor Show den Wagen am ersten Tag so platzierte, dass ein Pfeiler die direkte Sicht auf die Front des Wagens versperrte. Trotzdem wurde der Healey 100 zum großen Star der London Motor Show und eine Vielzahl von Vorbestellungen gingen bei Donald Healey ein. Als Preis für den Healey 100 wurden 750 Pfund ohne Steuern angegeben. Ein Jaguar XK120 kostete zum Vergleich 1130 Pfund.
Donald Healey verwendete im Healey 100 den Motor des erfolglosen Austin A90 Atlantic. Das Design und die Tatsache, dass Austin-Komponenten verwendet wurden, beeindruckte bei einem Rundgang über die Motor Show Leonard Lord, Chairman der British Motor Corporation (BMC), die Eigentümer der Austin Motor Company war, so sehr, dass Lord und Healey noch auf der Messe einen Kooperationsvertrag abschlossen. Der Wagen sollte von Austin unter dem Namen Austin-Healey 100 in Serie produziert werden. Donald Healey sollte sich mit seiner Firma um die Weiterentwicklung des Wagens kümmern und eine Austin-Healey-Rennabteilung für Rundstreckenrennen aufbauen. Dafür erhielt Donald Healey von BMC eine Aufwandsentschädigung und Tantieme für jeden produzierten Austin-Healey 100. Über Nacht wurden am ausgestellten Wagen auf der London Motor Show die Embleme von Healey in Austin-Healey abgeändert und der Preis von 850 Pfund auf 750 Pfund ermäßigt.

## Austin-Healey 100
Da der Healey 100 bereits fast produktionsfertig war, mussten nur noch kleine Details geändert werden. Aufgrund gesetzlicher Bestimmungen wurden die Scheinwerfer minimal höher gesetzt und die obere Spitze des Kühlergrills wurde abgeflacht.
Die ersten Austin-Healey 100 (interne Code BN1) wurden Ende 1952 in der Healey-Fabrik in Warwick gebaut, da bei Austin zunächst die Massenproduktion vorbereitet werden musste. Diese Fahrzeuge wurden für Renneinsätze und als Händler-Vorführwagen eingesetzt. Die Austin-Fabrik in Longbridge übernahm dann zu Beginn des Jahres 1953 die Montage des Austin-Healey 100. Ziel war es, bis zu 100 Exemplare des Austin-Healey 100 pro Woche zu bauen.
Der Wagen hatten einen 90 PS (67 kW) starken 4-Zylinder-Motor mit 2,7 Liter Hubraum. Bei dem verwendeten Austin-Vierganggetriebe war der erste Gang so kurz übersetzt, dass man kurzerhand den ersten Gang stilllegte. Dadurch wurde das Getriebe zu einem Dreigang-Schaltgetriebe mit serienmäßigem Overdrive für den zweiten und dritten Gang. Für die unabhängige Vorderradaufhängung wurden Dreieckslenker und Schraubenfedern verwendet, während an der starren Hinterachse Blattfedern und ein Panhard-Stab Verwendung fanden. Die Hinterachse wurde dabei über dem Rahmen geführt. Dies ergab einen geringen Federweg und eine geringen Bodenfreiheit, führte aber zu einer sehr guten und niedrigen Straßenlage. Gebremst wurde der Wagen an allen vier Rädern von 11 Zoll Girling-Trommelbremsen. Serienmäßig war der Wagen mit Speichenrädern mit Zentralverschluss ausgestattet. Der Austin-Healey 100 besaß einen Stahlrahmen, auf dem die Karosserie verschweißt wurde. Der Hauptteil der Karosserie bestand aus Aluminium, während die Kotflügel und die Türen aus Stahlblech gefertigt wurden. Die Karosserien wurden in der Jensen-Fabrik in West Bromwich hergestellt und lackiert nach Longbridge zur Endmontage geliefert.
In einem Test von The Motor aus dem Jahr 1953 wurde für einen serienmäßigen Austin-Healey 100 eine Höchstgeschwindigkeit von 106 mph (171 km/h) gemessen. Das Testmodell beschleunigte von 0 auf 100 in 11,2 Sekunden und verbrauchte 12,6 Liter pro 100 km. Einschließlich Steuern kostete der 100/BN1 1063 Pfund.
| Fahrzeug              | Leistung | Höchstgeschwindigkeit | Beschleunigung 0–60 mph | Listenpreis |
| --------------------- | -------- | --------------------- | ----------------------- | ----------- |
| Austin-Healey 100 BN1 | 90 PS    | 171 km/h              | 11,2 s                  | 1064 Pfund  |
| Sunbeam Alpine        | 80 PS    | 153 km/h              | 13,6 s                  | 1269 Pfund  |
| Triumph TR2           | 90 PS    | 165 km/h              | 11,9 s                  | 887 Pfund   |
| MG TD Mk.II           | 57 PS    | 123 km/h              | 18,2 s                  | 780 Pfund   |
| Jaguar XK120          | 160 PS   | 193 km/h              | 12,0 s                  | 1602 Pfund  |

Ab August 1955 gab es Verbesserungen, die in dem überarbeiteten BN2-Modell resultierten. Das Dreiganggetriebe wurde durch ein Vierganggetriebe, weiterhin mit Overdrive, ersetzt. Auch die Austin-Healey-typische zweifarbige Lackierung wurde mit der neuen Version eingeführt. Wahlweise war eine 100M-Version mit einem stärkeren Motor mit 110 PS (82 kW), erhältlich. Diese konnte ab Werk oder als Nachrüstung durch den Händler bestellt werden. Eine weitere Steigerung markierte die 100S-Version (für Sebring International Raceway). Sie hatte einen 132 PS (98 kW) leistenden Motor und zur Gewichtsminimierung eine Aluminiumkarosserie; auf Stoßstangen wurde verzichtet. Des Weiteren wurde der Kühlergrill verkleinert und die Windschutzscheibe gegen eine Kunststoffvariante ausgetauscht. Zusammen erbrachte das eine Gewichtsersparnis von 91 kg. An der Vorder- und Hinterachse wurden die neuartigen Dunlop-Sportscheibenbremsen eingesetzt.
Insgesamt wurden 14.662 Austin-Healey 100 (BN1 und BN2) hergestellt.

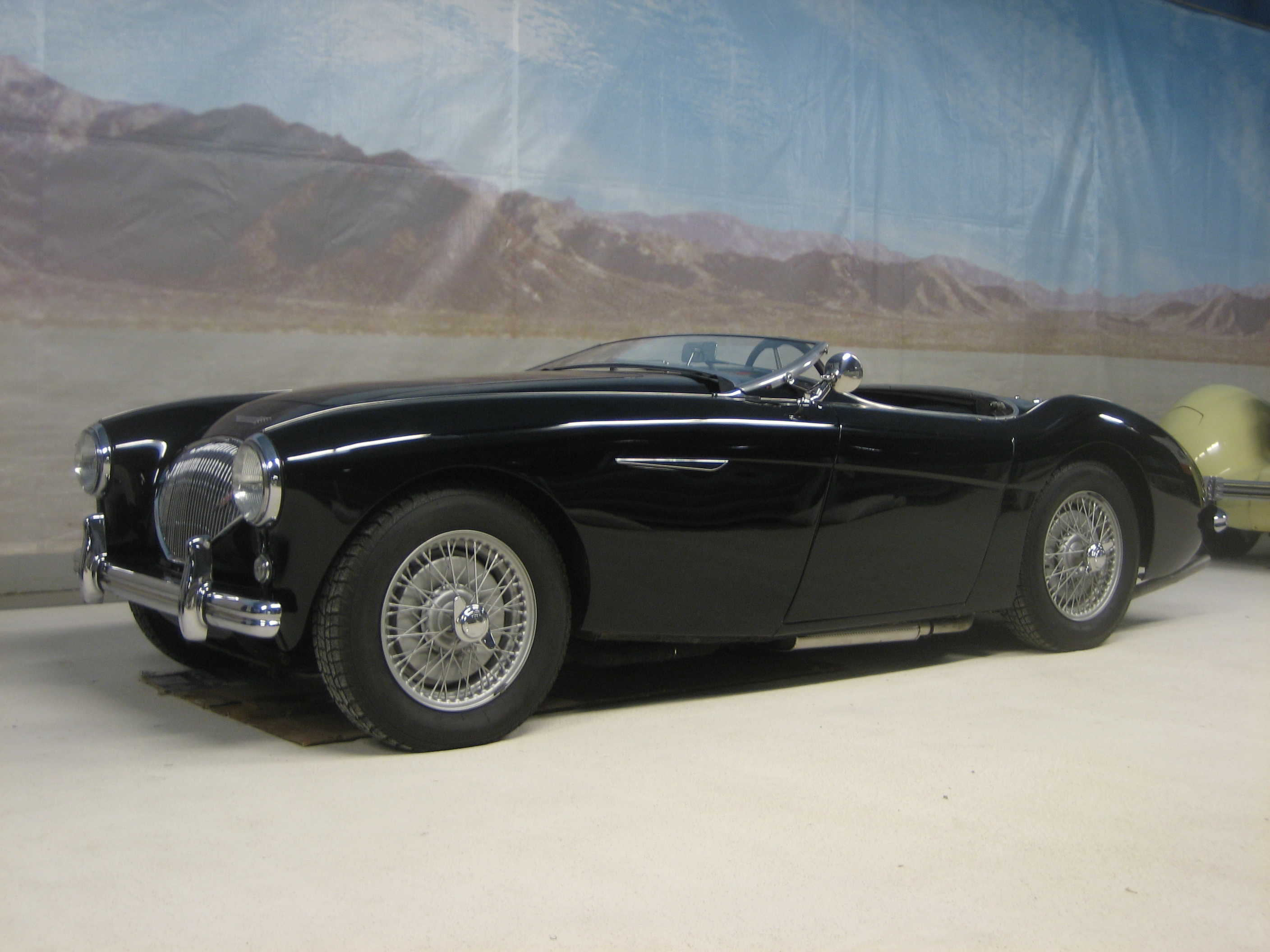
1954er Austin-Healey 100
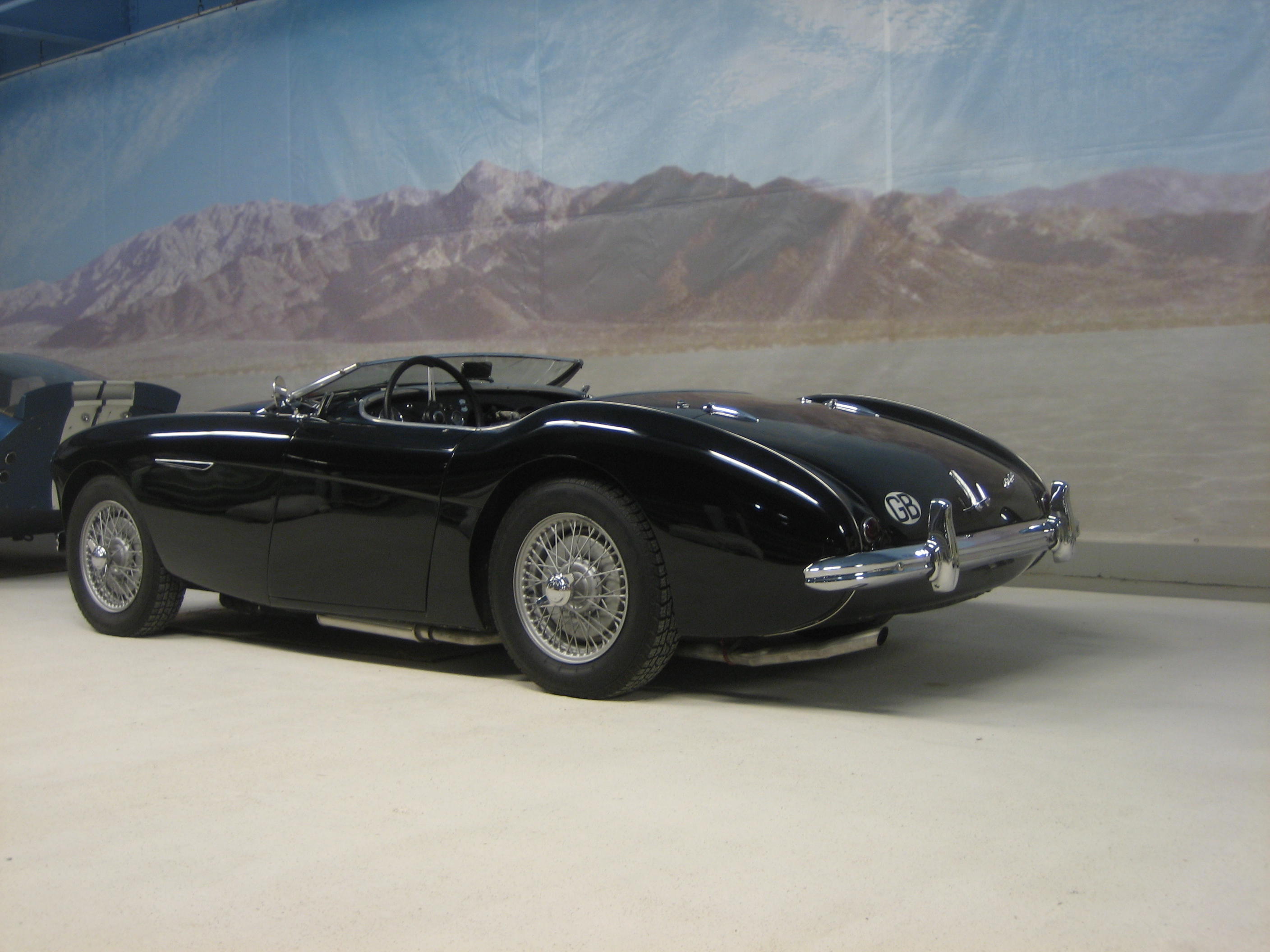
1954er Austin-Healey 100 Heckansicht
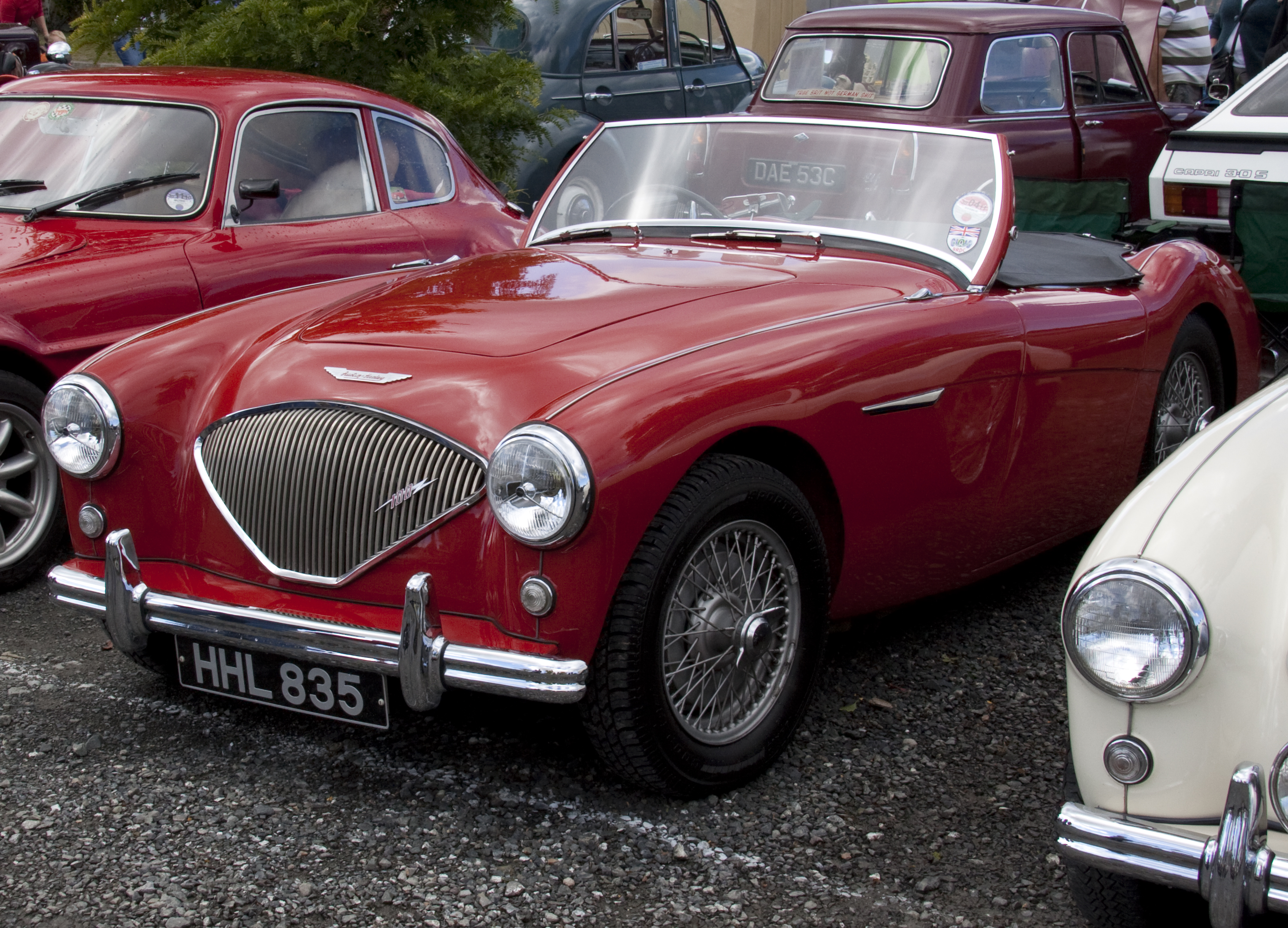
Austin-Healey 100 Frontansicht
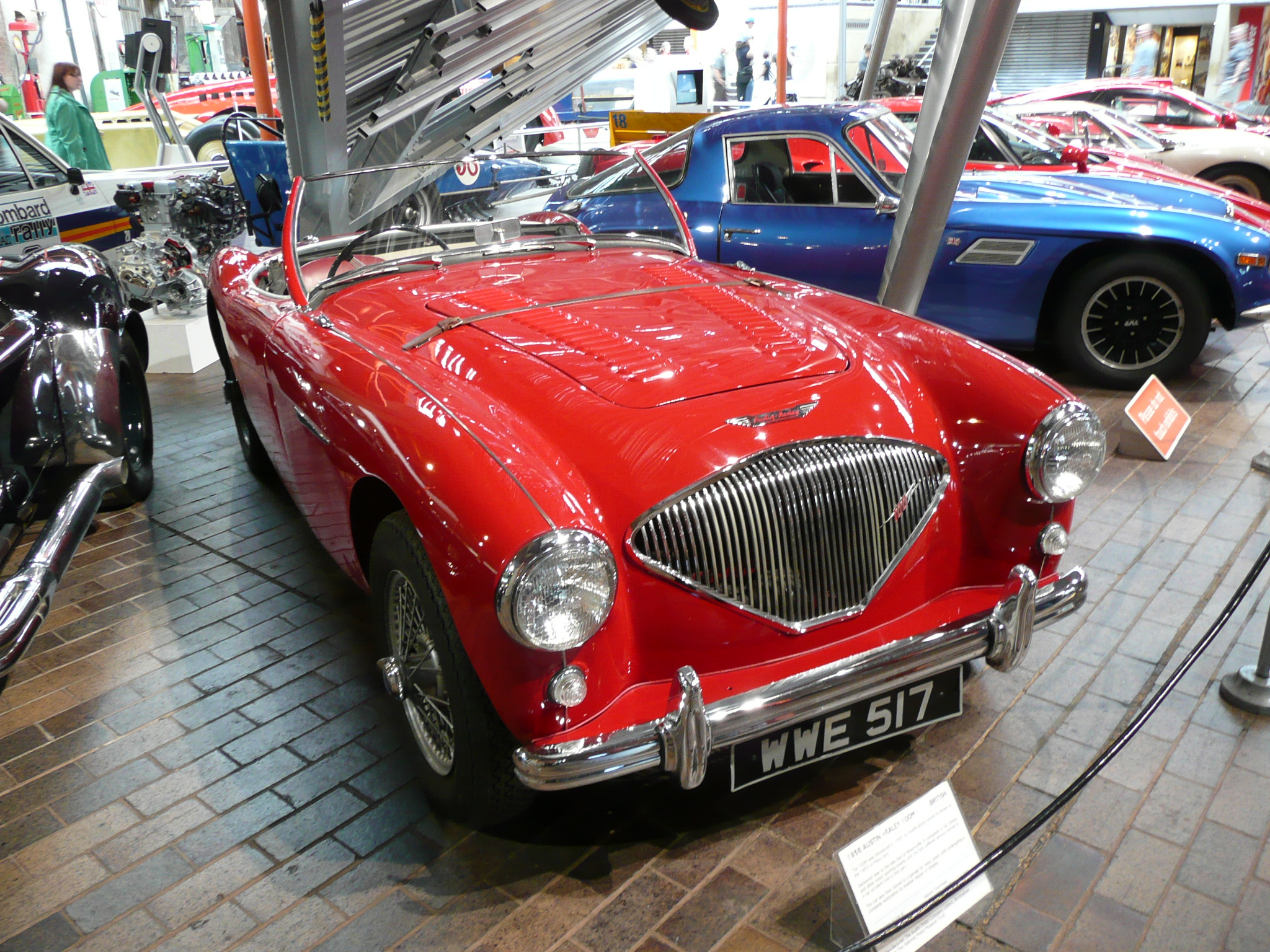
1956er Austin-Healey 100M
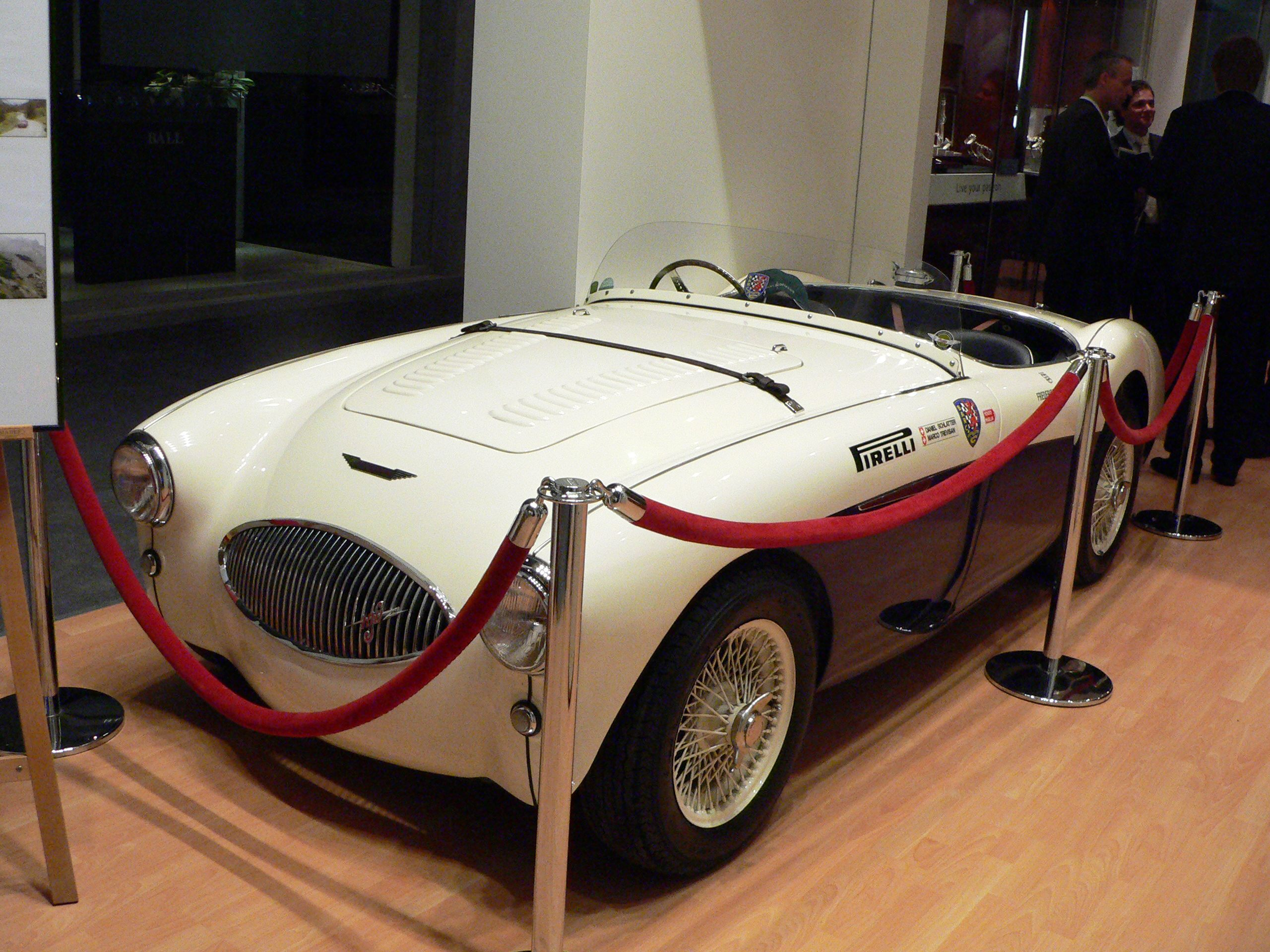
Austin-Healey 100S

## Austin-Healey 100/6
Nachfolger des Austin-Healey 100 wurden 1956 die 100/6-Modelle. Der intern BN4 genannte Nachfolger basierte auf dem 100 (BN1 und BN2), war im Gegensatz zu diesem aber ein 2+2-Sitzer. Um Platz für die zusätzlichen Sitzplätze zu schaffen, wurde der Radstand und die Gesamtlänge um 50 mm verlängert. Angetrieben wurde der Wagen von einem 6-Zylinder-BMC-C-Serien-Motor mit zunächst 101 PS und 2,6 Liter Hubraum. Der Overdrive und Speichenräder waren nicht mehr serienmäßig, jedoch als Zusatzausstattung weiterhin erhältlich. Äußerliches Erkennungsmerkmal des 100/6 war der neue ovale Kühlergrill, der dem Kühlergrill des 100S nachempfunden war. Aufgrund des längeren 6-Zylinder-Motors musste der Kühler nach vorne versetzt werden. Um den notwendigen Platz dafür zu schaffen, wurde in die Motorhaube eine Lufthutze integriert.
Die Leistung des neuentwickelten 2,6 Liter Motors war jedoch nicht zufriedenstellend. Der C-Serien-Motor war hauptsächlich für die großen Limousinen des Konzerns entwickelt worden und besaß einen innenliegenden Ansaugtrakt, der die Leistung stark begrenzte. Dazu war der 6-Zylinder-Motor deutlich schwerer als der alte Austin A90-Motor im Austin-Healey 100. 1957 kam deshalb eine überarbeitete Variante mit gleichem Hubraum, aber mit 117 PS auf den Markt. Der Zylinderkopf war dabei überarbeitet worden und der Ansaugtrakt wurde nach außen verlegt und optimiert. Fast gleichzeitig erschien der intern BN6 genannte Zweisitzer als Ergänzung zum weiterhin erhältlichen BN4. Dieser vereinte das Heck des BN1/BN2 ohne Notsitze mit der verlängerten Karosserie des BN4. Aufgrund des etwas geringeren Gewichts und der kleineren Cockpitöffnung wurde der BN6 vor allem von Fahrern geschätzt, die den Wagen bei Rennen einsetzten.
1957 wurde die Produktion von Longbridge in das MG-Werk in Abingdon verlegt. Bis die Produktion 1959 zugunsten des Austin-Healey 3000 eingestellt wurde, wurden insgesamt 15.444 Austin-Healey 100-6 gebaut.

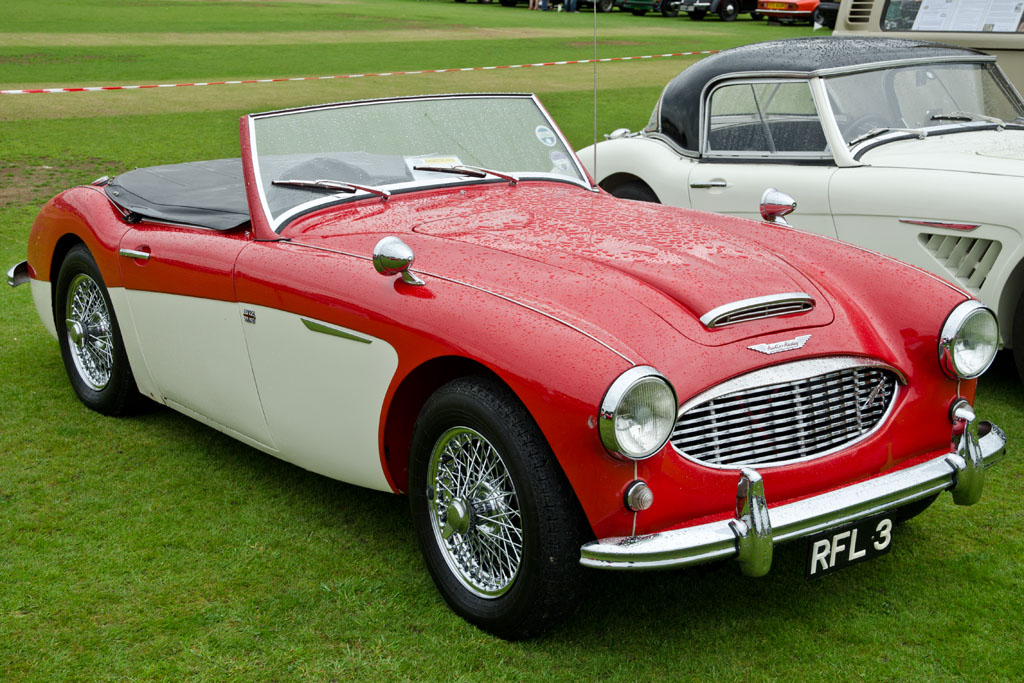
1958er Austin-Healey 100-6 BN4
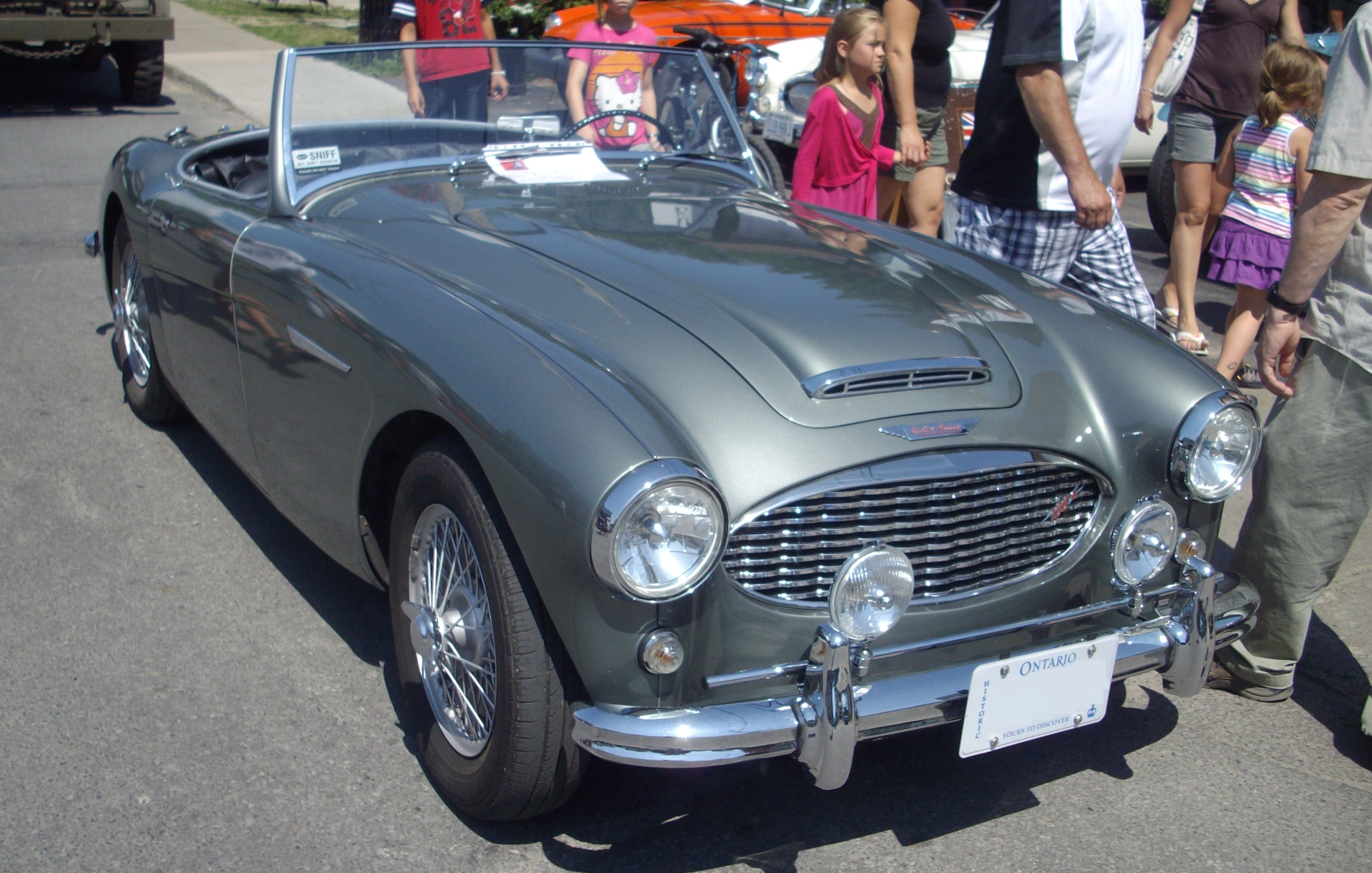
1959er Austin-Healey 100-6 BN6
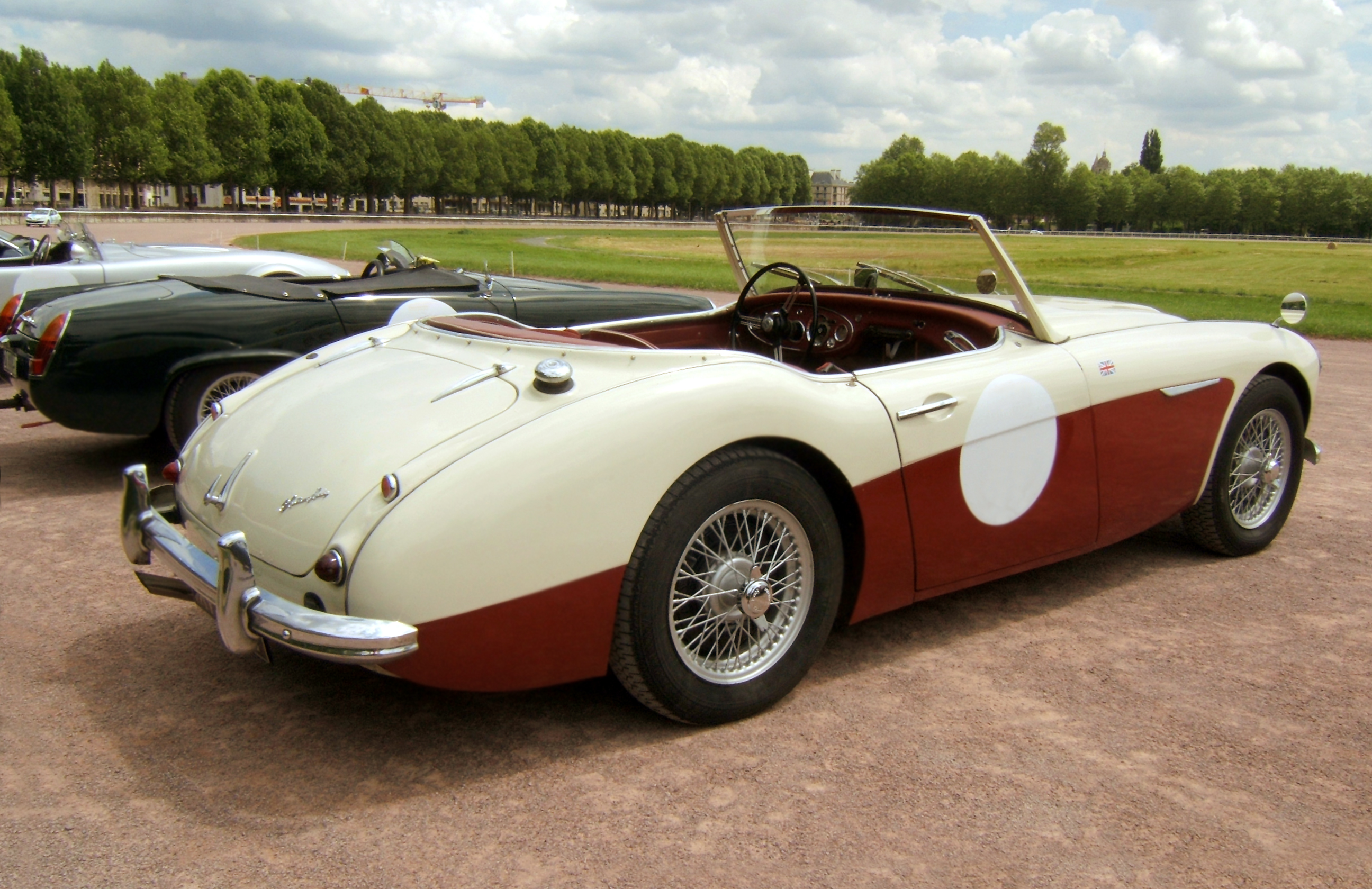
Austin-Healey 100-6 BN4 Heckansicht

## Produktionszahlen Big Healeys
Gesamtproduktion 73.964 plus 19 Fahrzeuge für Versuch und Werbung von 1953 bis 1967
| Jahr          | 1953 | 1954 | 1955 | 1956 | 1957 | 1958 | 1959 | 1960 | Summe        |
| ------------- | ---- | ---- | ---- | ---- | ---- | ---- | ---- | ---- | ------------ |
| Donald Healey | 19   | -    | -    | -    | -    | -    | -    | -    | 19           |
| 100 BN1       | *    | *    | *    | -    | -    | -    | -    | -    | 10.010       |
| 100 BN2       | -    | -    | *    | *    | -    | -    | -    | -    | 4.604        |
| 100 M BN2     | -    | -    | *    | *    | -    | -    | -    | -    | s.O. (4.604) |
| 100-6 BN4 (L) | -    | -    | -    | *    | *    | -    | -    | -    | 7.053        |
| 100-6 BN4 (A) | -    | -    | -    | -    | *    | *    | *    | -    | 4.241        |
| 100-6 BN6 (A) | -    | -    | -    | -    | -    | *    | *    | -    | 4.150        |

| Jahr                | 1959 | 1960 | 1961 | 1962 | 1963 | 1964 | 1965 | 1966 | 1967 | Summe  |
| ------------------- | ---- | ---- | ---- | ---- | ---- | ---- | ---- | ---- | ---- | ------ |
| 3000 BN7            | *    | *    | *    | -    | -    | -    | -    |      | -    | 2.825  |
| 3000 BT7            | *    | *    | *    | -    | -    | -    | -    | -    | -    | 10.825 |
| 3000 MK2 BN7        | -    | -    | *    | *    | -    | -    | -    | -    | -    | 355    |
| 3000 MK2 BT7        | -    | -    | *    | *    | -    | -    | -    | -    | -    | 5.096  |
| 3000 MK2 BJ7        | -    | -    | -    | *    | *    | -    | -    | -    | -    | 6.113  |
| 3000 MK2 BJ8 Phase1 | -    | -    | -    | -    | *    | *    | -    | -    | -    | 1.390  |
| 3000 MK2 BJ8 Phase2 | -    | -    | -    | -    | -    | *    | *    | *    | *    | 16.322 |